# Antonio Díaz (Fußballspieler, 2000)
Antonio Alejandro Díaz Campos (* 26. April 2000 in Rancagua) ist ein chilenischer Fußballspieler. Der Außenverteidigergewann 2023 mit der U-23-Nationalmannschaft die Silbermedaille bei den Panamerikanischen Spielen.

## Karriere

### Verein
Antonio Díaz kam 2018 aus der Jugend vom CD O’Higgins in die Profimannschaft. Dort debütierte der linke Außenverteidiger unter Trainer Gabriel Milito gegen Deportes Temuco.

### Nationalmannschaft
Antonio Díaz nahm mit der U17-Nationalmannschaft an der Südamerikameisterschaft 2017 im eigenen Land und der Weltmeisterschaft 2017 in Indien teil. Bei der Südamerikameisterschaft wurde das Team Zweiter, bei der Weltmeisterschaft schied die junge La Roja bereits in der Gruppenphase aus. Mit der U-20 Chiles gewann der Außenverteidiger bei den Südamerikaspielen die Goldmedaille 2018 und absolvierte ein Spiel für das Team bei der Südamerikameisterschaft 2019.
Antonio Díaz wurde 2023 in den Kader der U-23 für die Panamerikanischen Spiele in Santiago berufen. Das Team gewann bei dem Turnier die Silbermedaille.

## Erfolge
Chile U20
- Goldmedaille bei den Südamerikaspielen: 2018

Chile U23
- Silbermedaille bei den Panamerikanischen Spielen: 2023